# Herman (biskup nowogrodzki)
Herman (zm. 1095 lub 1096 w Kijowie) – prawosławny biskup nowogrodzki, święty prawosławny.
W 1072 wzmiankowany jako ihumen monasteru Przemienienia Pańskiego w Kijowie na Berestowie, którego mógł być założycielem. W 1078 wyświęcony na biskupa nowogrodzkiego, według tradycji założył w Nowogrodzie Wielkim żeński monaster św. św. Piotra i Pawła. Pochowany w soborze Mądrości Bożej w Nowogrodzie.